# Tuffi ai Giochi della IX Olimpiade - Trampolino maschile
La competizione del trampolino maschile  di tuffi ai Giochi della IX Olimpiade si tenne i giorni 6 e 8 agosto 1928 al Olympic Sports Park Swim Stadium di Amsterdam

## Risultati

### Turno eliminatorio
Si disputò il 6 agosto. I primi tre in ogni gruppo avanzarono alla finale. 11 tuffi, 5 obbligatori dal trampolino di 3 metri, e 6 liberi dai trampolini da 1 o 3 metri.
| Pos. | Atleta          | Nazione        | Giudici                | Giudici                | Giudici             | Giudici             | Giudici            | Giudici            | Giudici                  | Giudici                  | Giudici           | Giudici           | Punti Ordinali | Media Punti |
| Pos. | Atleta          | Nazione        | Stati Uniti (bandiera) | Stati Uniti (bandiera) | Germania (bandiera) | Germania (bandiera) | Austria (bandiera) | Austria (bandiera) | Gran Bretagna (bandiera) | Gran Bretagna (bandiera) | Svezia (bandiera) | Svezia (bandiera) | Punti Ordinali | Media Punti |
| Pos. | Atleta          | Nazione        | PO                     | PT                     | PO                  | PT                  | PO                 | PT                 | PO                       | PT                       | PO                | PT                | Punti Ordinali | Media Punti |
| ---- | --------------- | -------------- | ---------------------- | ---------------------- | ------------------- | ------------------- | ------------------ | ------------------ | ------------------------ | ------------------------ | ----------------- | ----------------- | -------------- | ----------- |
| 1    | Pete Desjardins | Stati Uniti    | 1                      | 179,1                  | 1                   | 180,5               | 1                  | 179,7              | 1                        | 185,2                    | 1                 | 186,0             | 5              | 182,10      |
| 2    | Heinz Plumanns  | Germania       | 4                      | 129,3                  | 2                   | 171,2               | 2                  | 145,8              | 2                        | 154,5                    | 2                 | 139,2             | 12             | 148,00      |
| 3    | Alfred Phillips | Canada         | 2                      | 146,1                  | 4                   | 135,7               | 3                  | 136,3              | 4                        | 123,0                    | 4                 | 129,4             | 17             | 134,10      |
| 4    | Luciano Cozzi   | Italia         | 5                      | 126,3                  | 3                   | 140,0               | 4                  | 135,0              | 3                        | 123,7                    | 5                 | 120,7             | 20             | 129,14      |
| 5    | Edmund Lindmark | Svezia         | 3                      | 138,6                  | 6                   | 115,5               | 5                  | 114,5              | 5                        | 117,2                    | 3                 | 132,7             | 22             | 123,70      |
| 6    | Henk Lotgering  | Paesi Bassi    | 6                      | 115,8                  | 5                   | 123,2               | 6                  | 103,8              | 6                        | 107,8                    | 6                 | 114,3             | 29             | 112,98      |
| 7    | Armand Billard  | Francia        | 8                      | 102,6                  | 7                   | 114,1               | 7                  | 96,9               | 8                        | 92,1                     | 7                 | 101,5             | 37             | 101,44      |
| 8    | Josef Nasvadba  | Cecoslovacchia | 7                      | 108,7                  | 8                   | 109,1               | 8                  | 96,4               | 7                        | 98,9                     | 8                 | 99,3              | 38             | 102,48      |

| Pos. | Atleta             | Nazione        | Giudici                | Giudici                | Giudici             | Giudici             | Giudici            | Giudici            | Giudici                  | Giudici                  | Giudici           | Giudici           | Punti Ordinali | Media Punti |
| Pos. | Atleta             | Nazione        | Stati Uniti (bandiera) | Stati Uniti (bandiera) | Germania (bandiera) | Germania (bandiera) | Austria (bandiera) | Austria (bandiera) | Gran Bretagna (bandiera) | Gran Bretagna (bandiera) | Svezia (bandiera) | Svezia (bandiera) | Punti Ordinali | Media Punti |
| Pos. | Atleta             | Nazione        | PO                     | PT                     | PO                  | PT                  | PO                 | PT                 | PO                       | PT                       | PO                | PT                | Punti Ordinali | Media Punti |
| ---- | ------------------ | -------------- | ---------------------- | ---------------------- | ------------------- | ------------------- | ------------------ | ------------------ | ------------------------ | ------------------------ | ----------------- | ----------------- | -------------- | ----------- |
| 1    | Michael Galitzen   | Stati Uniti    | 1                      | 186,3                  | 1                   | 171,2               | 1                  | 177,5              | 1                        | 181,1                    | 1                 | 178,6             | 5              | 178,94      |
| 2    | Farid Simaika      | Egitto         | 2                      | 166,5                  | 2                   | 161,7               | 2                  | 168,9              | 2                        | 160,4                    | 2                 | 167,3             | 10             | 164,96      |
| 3    | Ewald Riebschläger | Germania       | 3                      | 142,0                  | 3                   | 159,9               | 3                  | 151,7              | 3                        | 154,3                    | 3                 | 148,1             | 15             | 151,2       |
| 4    | Július Baláž       | Cecoslovacchia | 4                      | 132,1                  | 4                   | 142,3               | 4                  | 136,8              | 4                        | 146,5                    | 4                 | 138,5             | 20             | 139,24      |
| 5    | Curt Sjöberg       | Svezia         | 5                      | 124,7                  | 5                   | 133,2               | 6                  | 127,6              | 6                        | 125,1                    | 5                 | 135,7             | 27             | 129,26      |
| 6    | Josef Staudinger   | Austria        | 6                      | 121,8                  | 6                   | 129,2               | 5                  | 135,9              | 5                        | 132,8                    | 6                 | 123,0             | 28             | 128,54      |
| 7    | Arthur Bischoff    | Svizzera       | 7                      | 97,0                   | 7                   | 103,3               | 7                  | 100,0              | 7                        | 96,9                     | 7                 | 103,5             | 35             | 100,14      |
| 8    | Harry Morris       | Australia      | 8                      | 91,5                   | 8                   | 101,9               | 8                  | 85,0               | 8                        | 96,1                     | 8                 | 97,8              | 40             | 94,46       |

| Pos. | Atleta            | Nazione       | Giudici                | Giudici                | Giudici             | Giudici             | Giudici            | Giudici            | Giudici                  | Giudici                  | Giudici           | Giudici           | Punti Ordinali | Media Punti |
| Pos. | Atleta            | Nazione       | Stati Uniti (bandiera) | Stati Uniti (bandiera) | Germania (bandiera) | Germania (bandiera) | Austria (bandiera) | Austria (bandiera) | Gran Bretagna (bandiera) | Gran Bretagna (bandiera) | Svezia (bandiera) | Svezia (bandiera) | Punti Ordinali | Media Punti |
| Pos. | Atleta            | Nazione       | PO                     | PT                     | PO                  | PT                  | PO                 | PT                 | PO                       | PT                       | PO                | PT                | Punti Ordinali | Media Punti |
| ---- | ----------------- | ------------- | ---------------------- | ---------------------- | ------------------- | ------------------- | ------------------ | ------------------ | ------------------------ | ------------------------ | ----------------- | ----------------- | -------------- | ----------- |
| 1    | Harold Smith      | Stati Uniti   | 1                      | 174,8                  | 1                   | 168,9               | 1                  | 169,0              | 1                        | 167,1                    | 1                 | 168,7             | 5              | 169,70      |
| 2    | Arthur Mund       | Germania      | 2                      | 146,1                  | 2                   | 162,4               | 2                  | 148,1              | 3                        | 142,8                    | 2                 | 143               | 11             | 148,48      |
| 3    | Fumo Takashina    | Giappone      | 3                      | 134,0                  | 3                   | 143,1               | 3                  | 137,0              | 2                        | 144,6                    | 3                 | 140,4             | 14             | 139,82      |
| 4    | Maurice Lepage    | Francia       | 5                      | 126,6                  | 4                   | 134,2               | 4                  | 129,6              | 4                        | 142,3                    | 4                 | 129,9             | 21             | 132,52      |
| 5    | Louis Gompers     | Paesi Bassi   | 4                      | 129,1                  | 5                   | 124,3               | 5                  | 113,2              | 5                        | 125,2                    | 5                 | 124,4             | 24             | 123,24      |
| 6    | Federico Mariscal | Messico       | 7                      | 85,4                   | 6                   | 87,9                | 6                  | 90,0               | 6                        | 86,4                     | 6                 | 94,5              | 31             | 88,84       |
| 7    | S. C. Mercer      | Gran Bretagna | 6                      | 88,6                   | 7                   | 71,6                | 7                  | 78,1               | 7                        | 82,5                     | 7                 | 88,4              | 34             | 81,84       |

### Finale
Si disputò l'8 agosto. 11 tuffi, 5 obbligatori dal trampolino di 3 metri, e 6 liberi dai trampolini da 1 o 3 metri.
| Pos.    | Atleta             | Nazione     | Giudici                | Giudici                | Giudici             | Giudici             | Giudici            | Giudici            | Giudici                  | Giudici                  | Giudici           | Giudici           | Punti Ordinali | Media Punti |
| Pos.    | Atleta             | Nazione     | Stati Uniti (bandiera) | Stati Uniti (bandiera) | Germania (bandiera) | Germania (bandiera) | Austria (bandiera) | Austria (bandiera) | Gran Bretagna (bandiera) | Gran Bretagna (bandiera) | Svezia (bandiera) | Svezia (bandiera) | Punti Ordinali | Media Punti |
| Pos.    | Atleta             | Nazione     | PO                     | PT                     | PO                  | PT                  | PO                 | PT                 | PO                       | PT                       | PO                | PT                | Punti Ordinali | Media Punti |
| ------- | ------------------ | ----------- | ---------------------- | ---------------------- | ------------------- | ------------------- | ------------------ | ------------------ | ------------------------ | ------------------------ | ----------------- | ----------------- | -------------- | ----------- |
| Oro     | Pete Desjardins    | Stati Uniti | 1                      | 187,9                  | 1                   | 181,1               | 1                  | 181,6              | 1                        | 186,8                    | 1                 | 187,8             | 5              | 185,04      |
| Argento | Michael Galitzen   | Stati Uniti | 2                      | 181,9                  | 4                   | 167,7               | 2                  | 176,0              | 2                        | 176,0                    | 4                 | 168,7             | 14             | 174,06      |
| Bronzo  | Farid Simaika      | Egitto      | 3                      | 171,4                  | 2                   | 173,3               | 3                  | 173,1              | 3                        | 172,9                    | 2                 | 171,6             | 13             | 172,46      |
| 4       | Harold Smith       | Stati Uniti | 4                      | 168,9                  | 3                   | 172,6               | 4                  | 167,2              | 4                        | 166,5                    | 3                 | 169,6             | 18             | 168,96      |
| 5       | Arthur Mund        | Germania    | 6                      | 148,3                  | 5                   | 166,5               | 5                  | 158,2              | 7,5                      | 146,1                    | 6                 | 154,5             | 29,5           | 154,72      |
| 6       | Ewald Riebschläger | Germania    | 7                      | 148,1                  | 6                   | 160,9               | 6                  | 150,9              | 5                        | 158,5                    | 7                 | 150,9             | 31             | 153,86      |
| 7       | Alfred Phillips    | Canada      | 5                      | 151,6                  | 8                   | 149,0               | 7                  | 145,5              | 7,5                      | 146,1                    | 5                 | 155,2             | 32,5           | 149,48      |
| 8       | Heinz Plumanns     | Germania    | 8                      | 147,6                  | 7                   | 155,3               | 8                  | 143,0              | 6                        | 156,9                    | 8                 | 148,1             | 37             | 150,18      |
| 9       | Fumo Takashina     | Giappone    | 9                      | 137,4                  | 9                   | 142,8               | 9                  | 131,2              | 9                        | 143,9                    | 9                 | 143,6             | 45             | 139,78      |